# 自己嫌悪
自己嫌悪（じこけんお）は、人生において人間が陥る事柄。

## 概要
自分で自分自身のことが嫌になるということである。
自己嫌悪に至る原因としては、物事が思い描いたとおりに行かないから、他人と比較してしまうから、もともとの性格がネガティブであるからというのがある。
自己嫌悪に陥りやすい人の特徴としては、真面目で完璧主義、ネガティブで劣等感が強い、負けず嫌いでプライドが高い、物事を白黒はっきりさせたい、他人の気持ちや顔色に敏感というのがある。
心理学的に見た自己嫌悪になる理由としては、自己嫌悪は心の成長に必要だから、自分を肯定するために必要だから、苛酷な環境で生き延びるために必要だから、心が不調に陥っているからというのがある。
自己嫌悪を克服するための方法としては、完璧にできない自分を許す、自己嫌悪をしている自分を受け入れる、受け入れてくれる存在を持つ、周りの人の良いところを伝える、ごめんなさいよりもありがとうを言うようにするというのがある。